# Illana (kommunhuvudort)
Illana är en kommunhuvudort i Spanien.   Den ligger i provinsen Provincia de Guadalajara och regionen Kastilien-La Mancha, i den centrala delen av landet, 70 km öster om huvudstaden Madrid. Illana ligger 746 meter över havet och antalet invånare är 756.
Terrängen runt Illana är lite kuperad, och sluttar brant västerut. Runt Illana är det mycket glesbefolkat, med 3 invånare per kvadratkilometer. Närmaste större samhälle är Huete, 19,0 km öster om Illana. Omgivningarna runt Illana är i huvudsak ett öppet busklandskap.